# Beste Antwort
In der Spieltheorie ist die beste Antwort (englisch  best response) eines Spielers auf die Strategien der anderen Spieler diejenige Strategie, die ihm die höchste Auszahlung liefert.
Die Menge der besten Antworten spielt bei der Bestimmung von Nash-Gleichgewichten eine große Rolle.

## Mathematische Definition
Im Folgenden bezeichne {\displaystyle S_{i}} die Menge der Strategien von Spieler {\displaystyle i} und sei {\displaystyle s_{i}} ein Element dieser Menge, d. h. eine Strategie des Spielers {\displaystyle i}. Weiterhin bezeichne {\displaystyle (s_{1},\dotsc ,s_{n})} eine Kombination der  Strategien von {\displaystyle n} Spielern und {\displaystyle u_{i}(s_{1},\dotsc ,s_{n})} die Auszahlungsfunktion des Spielers {\displaystyle i}.
Sei {\displaystyle G=\{S_{1},S_{2};u_{1},u_{2}\}} ein Normalformspiel. Die Menge der besten Antworten {\displaystyle BR_{1}(t)} des Spielers 1 auf die Strategie {\displaystyle t\in S_{2}} des Spielers 2 ist definiert als:
{\displaystyle BR_{1}(t)=\{s\in S_{1}\mid u_{1}(s,t)\geq u_{1}(s',t)\;\forall \;s'\in S_{1}\}}
Analog gilt für Spieler 2
{\displaystyle BR_{2}(s)=\{t\in S_{2}\mid u_{2}(s,t)\geq u_{2}(s,t')\;\ \forall \;\ t'\in S_{2}\}}

## Zusammenhang mit dem Nash-Gleichgewicht
Das Paar {\displaystyle (s,t)} ist ein Nash-Gleichgewicht, wenn beide Strategien jeweils beste Antworten aufeinander sind. Wenn also gilt:
{\displaystyle s\in BR_{1}(t)} und {\displaystyle t\in BR_{2}(s)}

## Beste-Antwort-Korrespondenzen

### Matching Pennies

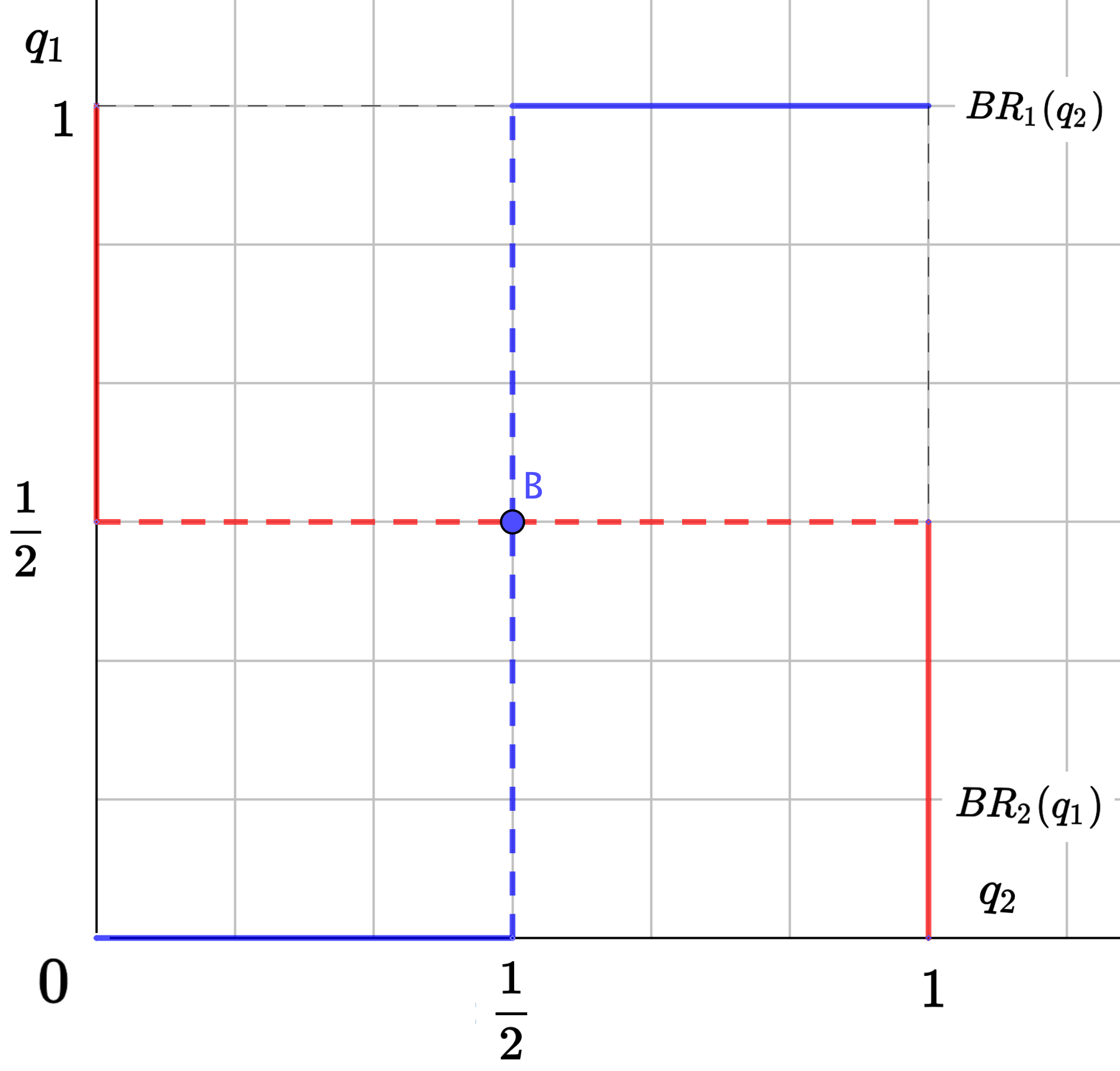
Matching Pennies: Dieses Schaubild stellt die Reaktionskorrespondenzen und graphisch dar. Die Reaktionskorrespondenzen sind Funktionen, wenn. Das einzige Nash-Gleichgewicht in gemischten Strategien findet sich im Schnittpunkt B der beiden Beste-Antwort-Korrespondenzen (Die Linien wurden gestrichelt dargestellt, um nicht an ein Hakenkreuz zu erinnern).

Ein berühmtes Entscheidungsproblem in der Spieltheorie stellt das Spiel Matching Pennies dar: Zwei Spieler legen gleichzeitig eine Münze auf den Tisch. Liegt bei beiden Münzen Kopf (K) oder bei beiden Münzen Zahl (Z) oben, so gehören die beiden Münzen Spieler 1; zeigen die beiden Münzen verschiedene Seiten, so gehören die beiden Münzen Spieler 2. Da der Sieger also die Münze des Verlierers gewinnt, handelt es sich um ein Nullsummenspiel. Als Bimatrix ergibt sich folgende Darstellung:
|      | Kopf   | Zahl   |
| Kopf | 1 , −1 | −1, 1  |
| Zahl | −1 , 1 | 1 , −1 |

In der vereinfachten Darstellung erhält man folgende Matrix:
{\displaystyle {\begin{array}{c|rr}&K&Z\\\hline K&1&-1\\Z&-1&1\end{array}}\quad {\text{also die Matrix}}\quad A=\left({\begin{array}{rr}1&-1\\-1&1\end{array}}\right)}